# Битва при Монтаперти
Битва при Монтаперти — сражение, состоявшееся 4 сентября 1260 года близ местечка Монтаперти (в нескольких километрах к востоку от Сиены), в котором гвельфы (под руководством Флоренции) потерпели поражение от гибеллинов Сиены. Победа сиенцев означала кратковременное доминирование гибеллинов в Тосканском регионе.

## Предыстория
Бурное развитие Сиены и Флоренции начиная с 1000 года само по себе предполагало рост соперничества городов в торгово-финансовой сфере. К этому клубку противоречий добавилась борьба за территориальную гегемонию. С первой половины XIII века границы Флоренции сдвинулись далеко на юг, подойдя почти вплотную к владениям сиенцев. Экономическая борьба дополнилась политическими столкновениями. Во Флоренции доминировали гвельфы, поддерживавшие папскую власть, в то время как в Сиене преобладали сторонники партии гибеллинов, выступавших за союз с императором (на тот момент им был с сицилийский король Манфред). В 1251 году Сиена в обмен на помощь приняла сторону гибеллинов. В войне 1255 года Сиена потерпела неудачу и вынуждена была подписать договор, согласно которому город обязывался не принимать у себя политических беглецов из флорентийских городов Монтепульчано и Монтальчино. Поводом к войне принято считать 1258 год, когда сиенцы приняли гибеллинов, бежавших из Флоренции после неудачной попытки захвата власти. Театром боевых действий стала область Маремма, где гвельфам удалось настроить против гибеллинов несколько коммун. В 1259 году сиенцы добились поддержки со стороны короля Манфреда, предоставившего гибеллинам несколько отрядов немецкой конницы под командованием кондотьера Джордано д’Альяно (ит. Giordano d’Agliano). сиенские послы посчитали такую помощь недостаточной, но в конце концов вынуждены были согласиться. По замыслу гибеллинов, королевские отряды должны были вступить в бой тогда, когда над полем боя поднимется флаг Манфреда.
В первые месяцы 1260 года германцы сломили сопротивление в Маремме. Это спровоцировало ответные действия со стороны флорентийцев, которые, вопреки осторожным советам некоторых членов лиги гвельфов, собрали тридцатипятитысячную армию для защиты своих коммун. Гвельфы разбили лагерь под воротами Сиены, приступив 18 марта к осаде города. Германцы и сиенцы напали на лагерь в тот же день, и столкновения длились до 20 марта. Хронисты дают противоположные комментарии имевшим место событиям. В любом случае, 20 марта гвельфы прервали осаду. В то время как одна часть направилась к Маремме, большая часть гвельфов отступила к Флоренции. В боях 18 марта пострадали несколько немецких всадников, однако их атаки на позиции гвельфов были настолько эффективны, что это убедило Манфреда в июле выслать на помощь гибеллинам крупное подкрепление из 800 всадников. Другие подкрепления были направлены на помощь остальным коммунам гибеллинов. С их помощью сиенцы отвоевали стратегически важные города на юге, в частности, упоминавшиеся ранее Монтепульчано и Монтальчино.

## Расстановка сил
Гвельфская лига включала в себя, помимо Флоренции, Болонью, Прато, Лукку, Орвието, Перуджу, Сан-Джиминьяно, Сан-Миниато, Вольтерру, Колле-ди-Валь-д’Эльсу. Её войска снова выступили по направлению к Сиене для отвоевания Монтепульчано и Монтальчино. Жаждущие отмщения за мартовские события гвельфы 2 сентября 1260 года разбили лагерь неподалёку от реки Арбиа (ит. Arbia) близ Монтаперти. В том же году гвельфские послы направили ультиматум сиенскому правительству. По сообщениям хрониста, силы гвельфов насчитывали 30 тыс. пехотинцев и 3 тыс. всадников. Гибеллины располагали 20 тыс. солдат: 8 тыс. пеших сиенцев, 3 тыс. пизанцев и 2 тыс. пехотинцев короля Манфреда. Среди остальных были беглые флорентийцы, ашанцы, тернийцы, санта-фьорцы, а также немецкие всадники. Немецким всадникам для поддержания боевого духа было выплачено двойное жалование.
2 сентября в городе прошли торжественные церемонии в честь Богоматери, которая, по мысли горожан, должна была стать покровительницей сиенцев в битве с гвельфами. Армия сиенцев под руководством Провенцано Сальвани (ит. Provenzano Salvani) выступила навстречу гвельфам. Согласно легенде, сиенцы трижды продефилировали перед врагом, каждый раз меняя одежду с цветами терций коммуны, пытаясь убедить противника, что их было в три раза больше, чем на самом деле. Утром 4 сентября гибеллины, переправившиеся через Арбию, приготовились к битве.

## Ход сражения
Гибеллины разместились на поле боя четырьмя отрядами так, чтобы создать условия для обходного манёвра. Первый отряд по условному сигналу (песнь в честь святого Георгия) должен был в нужный момент атаковать гвельфов в тыл, в то время как второй и третий отряды должны были ударить в лоб гвельфам, несмотря на то, что солнце било в глаза и воины вынуждены были взбираться по склону. Четвёртый отряд должен был охранять карроччо. В начале битвы гвельфы не только выдержали удар, но и контратаковали пехоту гибеллинов. В течение второй фазы боя гибеллины вновь атаковали гвельфов. Здесь имел место эпизод, когда тайно симпатизировавший гибеллинам флорентийский дворянин Бокка дельи Абати приблизился к знаменосцу, дворянину Якобо ди Пацци, и отсёк ему руку, державшую знамя (по другой версии, причиной измены послужила банальная личная неприязнь на почве ревности). Этот инцидент произвёл ошеломляющее впечатление на гвельфов: в их лагере началась паника. Затем гибеллины по условному сигналу ввели в бой первый отряд, атаковавший флорентийцев в тыл. Погиб командующий армии гвельфов. Гибеллины бросились в погоню за отступающими гвельфами. Этот эпизод нашёл отражение в Божественной комедии Данте.
Погоня и избиение бегущих закончились лишь с наступлением ночи. Гвельфы потеряли 10 тыс. человек убитыми и 15 тыс. пленными (из них 2500 убитых и 1500 пленных были флорентийцами). Потери гибеллинов составили 600 убитых и 400 раненых. Лишь с наступлением сумерек командующий гибеллинов отдал приказ щадить сдающихся в плен (это не касалось флорентийцев). Дабы спастись, флорентийцы сняли с одежды опознавательные знаки и смешались с толпой союзников. В лагере гвельфов сиенцы награбили почти 18 тысяч лошадей, волов и прочих вьючных животных. Были захвачены флаги и знамёна гвельфов, а знамя Флоренции привязали к ослиному хвосту и проволокли в пыли.

## Последствия
13 сентября 1260 года гвельфы оставили Флоренцию и отступили к Болонье и Лукке. В Лукке нашли убежище и гвельфы из других городов. Сиенцы наводнили флорентийские земли, захватив несколько крепостей. 27 сентября флорентийские гибеллины вступили во Флоренцию и захватили власть в коммуне. Все граждане обязаны были присягнуть на верность королю Манфреду. Башни и дома гвельфов были разрушены в качестве мести за аналогичные действия в отношении гибеллинов в 1258 году. В конце месяца в Эмполи состоялся городской совет, в котором приняли участие тосканские дворяне из партии гибеллинов. Целью совета была выработка политики по укреплению власти гибеллинов (и авторитета короля) в Тоскане. Представители Сиены и Пизы настаивали на разрушении Флоренции, но от гибели город был спасён флорентийским гибеллином Фаринатой дельи Уберти. 18 ноября папа Александр IV отлучил от церкви всех сторонников короля Манфреда в Тоскане. Как ни парадоксально, это только укрепило позиции гибеллинов в Тоскане, и 28 марта 1261 года они объединились в союз против тосканских гвельфов. Это стало поводом для многих итальянских гвельфов, а также иностранцев отказаться от всех обязательств перед сиенскими банкирами и торговцами, что больно ударило по благосостоянию города. Со смертью папы гибеллины, казалось, могли праздновать победу, однако на деле в течение нескольких лет гвельфы восстановили свою власть в Тоскане и в 1269 году Сиена потерпела жестокое поражение от Флоренции в битве при Колле, в которой погиб Провенцано Сальвани.